# Viktor Szigetvári
Viktor Szigetvári (* 16. říjen 1978, Budapešť) je maďarský politik, politolog a odborník na politickou komunikaci. V letech 2015 až 2017 byl předsedou politického hnutí Společně 2014, v parlamentních volbách 2018 kandiduje za toho hnutí na post předsedy vlády.

## Biografie

### Studia
Narodil se roku 1978 v Budapešti v tehdejší Maďarské lidové republice. Odmaturoval na budapešťském Piaristickém gymnáziu (Piarista Gimnázium). Vystudoval filozofii a politologii na Univerzitě Loránda Eötvöse. Diplomovou odbornou práci psal na téma Tony Blair a nová Labouristická strana, jeho odborným konzultantem byl Tibor Navracsics (Fidesz).

### Politická kariéra
Od roku 2001 pracoval jako poradce různých politiků v Maďarské socialistické straně, a také levicových premiérů Pétera Medgyessyho a Ference Gyurcsánye. V srpnu 2009 do Maďarské socialistické strany vstoupil, v lednu 2013 ze strany odešel. V březnu 2013 byl zvolen místopředsedou nového hnutí Společně 2014, které založil bývalý premiér Gordon Bajnai. Od 8. března 2015 do 4. února 2017 byl předsedou toho hnutí.
V parlamentních volbách 2018 kandiduje na 2. místě celostátní kandidátní listiny hnutí Společně 2014 a zároveň je stranickým kandidátem na post premiéra. (Na 1. místě kandiduje předseda hnutí Péter Juhász).